# Johannes Ott (Filmarchitekt)
Johannes Ott (* 19. September 1919 in Berlin; † 24. April 1995 ebenda) war ein deutscher Filmarchitekt.

## Leben und Wirken
Hanne Ott, wie er in der Branche zumeist genannt wurde, erhielt seine praktische Filmausbildung in der frühen Nachkriegszeit unter der Anleitung des renommierten Kollegen Erich Kettelhut, der ihn 1953 als Co-Chefarchitekten an seine Seite holte. Bis zu Kettelhuts Rückzug aus dem Kino-Geschäft 1960 bildeten beide ein Gespann bei einer Reihe von gediegenen Unterhaltungsfilmen, darunter Fritz Langs inszenatorische Abschiedsvorstellung Die 1000 Augen des Dr. Mabuse.
Im Anschluss daran kooperierte Ott mehrere Jahre lang mit Hans Berthel. Mitte der 60er Jahre wechselte Johannes Ott zum Fernsehen und gestaltete die Kulissen für eine Reihe von Produktionen des SFB und des ZDF. Infolge eines schweren Unfalls mit anschließender Invalidität zog sich Ott Mitte der 70er Jahre ins Privatleben zurück. In seinen letzten Lebensjahren war er ein Pflegefall und lebte in einem Heim.

## Filmografie
Kinofilme, wenn nicht anders angegeben
- 1953: Eine Liebesgeschichte
- 1954: Gefangene der Liebe
- 1954: Kinder, Mütter und ein General
- 1955: Eine Frau genügt nicht?
- 1955: Drei Tage Mittelarrest
- 1956: Das Mädchen Marion
- 1956: Made in Germany
- 1957: Lemkes sel. Witwe
- 1957: Haie und kleine Fische
- 1958: Nachtschwester Ingeborg
- 1958: Ist Mama nicht fabelhaft?
- 1958: Der Maulkorb
- 1959: Der Mann, der sich verkaufte
- 1959: Bobby Dodd greift ein
- 1960: Sturm im Wasserglas
- 1960: Die 1000 Augen des Dr. Mabuse
- 1960: Bis dass das Geld Euch scheidet…
- 1960: Sabine und die 100 Männer
- 1961: Bis zum Ende aller Tage
- 1961: Das Riesenrad
- 1961: Die Stunde, die du glücklich bist
- 1961: Das Leben beginnt um acht
- 1962: Freddy und das Lied der Südsee
- 1962: Die Post geht ab
- 1962: Das Feuerschiff
- 1963: Allotria in Zell am See
- 1963: Die Flußpiraten vom Mississippi
- 1964: Wenn man baden geht auf Teneriffa
- 1964: Das Lamm
- 1965: Komm mit zur blauen Adria
- 1965: Kubinke (TV)
- 1966: Das Millionending (TV)
- 1967: Der Revisor (TV)
- 1968: Kidnap – Die Entführung des Lindbergh-Babys (TV)
- 1968: Die Klasse (TV)
- 1968: Der Senator (TV)
- 1969: Spion unter der Haube (TV)
- 1970: Scher dich zum Teufel, mein Engel (TV)
- 1970: Die Wesenacks (TV)
- 1970: Millionen nach Maß (TV)
- 1971: Die Tote aus der Themse
- 1972: Die seltsamen Abenteuer des geheimen Kanzleisekretärs Tusmann (TV) (nur Kostüme)
- 1974: Ermittlungen gegen Unbekannt (TV)
- 1974: Die schöne Helena (TV)